# Union College
Union College ist eine private Universität in Schenectady, New York, USA. Auf 210 Dozenten kommen etwa 2200 Studenten.

## Geschichte
Gegründet 1795, kurz nach der amerikanischen Unabhängigkeit, war das Union College eine der ersten Institutionen für eine universitäre Ausbildung. Es besitzt den sehenswerten ältesten angelegten Campus in den USA, entworfen durch den französischen Architekten Joseph Ramée, der sich zwischen 1812 und 1816 in den Vereinigten Staaten aufhielt. 1970 wurden erstmals auch weibliche Studenten aufgenommen. 1972 fanden hier auf dem Union College Campus zwei Wochen lang die Dreharbeiten zu Sydney Pollacks Film The Way We Were (deutsch: So wie wir waren) mit Robert Redford, Barbra Streisand, Bradford Dillman und Lois Chiles in den Hauptrollen statt.

## Stellung
Das Union College besitzt einen exzellenten Ruf und belegte 2009 trotz seiner Größe in der Forbes-Liste den 26. Rang unter allen Colleges in den USA. Bei einem Ranking der Bloomberg Businessweek erreichte die Universität den 13. Platz.

## Sport
Die Sportteams des sind die Union Dutchmen and Dutchwomen. Das Eishockeyteam des College nimmt an der US-amerikanischen Collegemeisterschaft der National Collegiate Athletic Association teil.